# Corneli Sul·la (governador)
Corneli Sul·la (en llatí Cornelius Sulla) va ser un governador romà.
Era governador de Capadòcia on va ser executat per orde d'Elagàbal. Dió Cassi dona aquesta informació.